# 段家峡水库
段家峡水库是中国陕西省宝鸡市陇县境内的一座水库，位于千河上，建于1978年。水库正常库容为1130万立方米，集雨面积为634平方千米，海拔为1075米。